# صحة شمولية
الصحة الشمولية (الطب الشمولي) هي مجال متنوع من الطب البديل  حيث يتم التركيز على الإنسان ككل، ليس فقط على العلّة أو المرض.
إن مفهوم الصحة الشمولية يندرج تحت الممارسة الطبية، ويقوم على فكرة أنه يجب الوضع في الاعتبار كافة نواحي الاحتياجات البشرية النفسية والجسمانية والاجتماعية، والنظر إليها كوحدةٍ واحدة. وحسب التعريف السابق، فإن النظرة الشمولية للعلاج قد لاقت قبولاً واسع النطاق في مجال الطب. وهناك تعريفٌ آخر مختلف يزعُم أن المرض هو نتيجة خلل جسماني وعاطفي وروحاني واجتماعي وبيئي، وهذا التعريف يستخدمه الطب البديل.

## الخلفية والأساس المفاهيمي
مفهوم الصحة الشمولية يندرج تحت الممارسة الطبية، التي تنفصل عن مفهوم الطب البديل في أنه يجب الأخذ في عين الاعتبار كافة نواحي الاحتياجات البشرية النفسية والجسمانية والاجتماعية، والنظر اليها كوحدة واحدة.
تقول إحدى الدراسات التي اجريت عام 2007 أن المفهوم قيد التطبيق ويستعمل بشكل جيد في الطب العام في السويد.
بعض ممارسين الصحة الشمولية يستخدمون الطب البديل على وجه الحصر، لكن في بعض الاحيان الصحة الشمولية قد تعني ان يقوم الطبيب بأخذ كافة ظروف المريض في عين الاعتبار عند إعطاء علاج معين. فمثلاً عند زيارة مريضي عاني من صداع الشقيقة للطبيب الذي يمارس الطب الشمولي، فإنه بدلاً من أن يعالجه بالأدوية فقط، يقوم الطبيبب الاستفسار عن جميع العوامل التي قد تكون سبباً في الإصابة بهذا الصداع مثل مشاكل صحية أخرى كالحمية الغذائية، عادات النوم، التوتر والمشاكل الشخصية بالإضافة للممارسات الروحانية. بالتالي يتضمن العلاج بالإضافة للأدوية، التي تستخدم لتخفيف الأعراض، تعديلات على أسلوب الحياة لتجنب الإصابة بالصداع مرة أخرى. في بعض الاحيان عندما يتم استخدام الطب البديل بالإضافة إلى الطب العادي النتيجة تسمى الطب «الشمولي» معان التسمية الأكثر انتشارا هي الطب التكاملي.
وحسب المنظمة الأمريكية للصحة الشمولية فإن العنصر الروحي يجب أن يؤخذ بعين الاعتبار عند تقييم الصحة الاجمالية للشخص.
تشتمل بعض ممارسات الصحة الشموليه البديله، ولكنها لا تقتصر في الوقت ذاته على: اتباع حمية غذائيه طبيعية والعلاج بالأعشاب، مكملات غذائية، أداء تمرينات رياضية، الاسترخاء، الاستشارة النفسية والروحانية، التأمل، تمارين التنفس، وخزابري، المعالجة المثلية، العلاج بالتدليك.

## ممارسات الصحة الشمولية
الصحة الشمولية هي مجال متنوع وبذلك هنالك طرق عديدة وعلاجات متنوعة مستخدمة في تطبيقها. لممارسي الطب البديل العديد من الأساليب مثل: علاج القولون، علاج الأيض والعلاج بالتصحيح الجزيئي.
تشتمل بعض ممارسات الصحة الشمولية البديلة على:
- اتباع حمية غذائية طبيعية والعلاج بالأعشاب
- مكملات غذائية
- أداء تمرينات رياضية
- الاسترخاء
- الاستشارة النفسية والروحانية
- التأمل
- تمارين التنفس
- وخز إبري
- المعالجة المثلية
- العلاج بالتدليك

## مبادئ الصحة الشمولية
الطب الشمولي مبني أيضاً على مبدأ أن الحب والاهتمام الغير مشروط هما أكبر معالج وبالنهاية فإن الإنسان مسؤول عن صحته وحالته البدنية. ويشجع أطباء الصحة الشمولية مرضاهم على استغلال القدرات الشفائية للحب والأمل والضحك والحماس، بالإضافة للتخلص من النتائج السامّة للعداء والشجع والعار والاكتئاب مع الحزن والخوف والغضب المزمنين.
من مبادئ الطب الشمولي الأخرى:
- يمتلك جميع الناس بالفطرة قدرات شفائية.
- المريض إنسان وليس مرضاً.
- تتطلب عملية الشفاء تعاوناً ما بين الطبيب والمريض، والأخذ بعين الاعتبار كافة النواحي لحياة المريض باستخدام ممارسات الرعاية الصحية.
- العلاج يتطلب معالجة الأسباب وليس فقط تخفيف الأعراض.

## أنواع العلاج
يتم استخدام أساليب عديدة لمساعدة المرضى في التحكم بصحتهم العامة والوصول للصحة المثالية. اعتماداً على الطبيب، يتم اعتماد إحدى هذه الطرق:
- تعريف المريض بطرق تغيير نمط المعيشة من ناحية الأكل، العلاقات الشخصية، التمارين الرياضية، العلاج النفسي، الإرشاد الروحي وغيرها.
- العلاجات التكميلية والبديلة مثل الوخز بالإبر والمعالجة اليدوية والمعالجة المثلية (معالجة الداء بالداء) والعلاج بالتدليك والمداواة الطبيعية وغيرها.
- الأدوية والعمليات الجراحية.

## النقد
ظهرت العديد من الدراسات العلمية المنشورة التي تشكك في فعالية ما وراء تأثيرالغُفْل (الإيحاء أوالتأثيرالوهمي) للطب الشمولي في علاج أي مرض معروف. وتوصي جمعية السرطان الأمريكية أنه إذا كان سيتم استخدام الطب الشمولي في أي شئ، فينبغي استخدامه فقط في اطار الطب التقليدي وليس كبديل.

## قراءة المزيد
- Malliori، Meni (2010). "No health without mental health-towards a holistic approach". Annals of General Psychiatry. ج. 9: S35. DOI:10.1186/1744-859X-9-S1-S35.{{استشهاد بدورية محكمة}}:  صيانة الاستشهاد: دوي مجاني غير معلم (link)
- Ellen Greenlaw (July 2010). "A Holistic Approach to Treating Depression". ويبمد. مؤرشف من الأصل في 2019-07-08. اطلع عليه بتاريخ September 2013. {{استشهاد ويب}}: تحقق من التاريخ في: |تاريخ الوصول= (مساعدة)
- Guttmacher، Sally (1979). "Whole in Body, Mind & Spirit: Wholistic Health and the Limits of Medicine". Journal of American College Health Association. ج. 28 ع. 3: 180. DOI:10.1080/01644300.1979.10392928. JSTOR:3560273.

## وصلات خارجية

### منشورات طبية
- http://www.biomedcentral.com/content/pdf/1744-859X-9-S1-S35.pdf
- http://www.webmd.com/depression/features/holistic-medicine

### منشورات الطب البديل
- http://www.ahha.org/
- http://www.jstor.org/stable/3560273